# Луций Фулвий Гавий Нумизий Емилиан
Луций Фулвий Гавий Нумизий Емилиан (на латински: Lucius Fulvius Gavius Numisius Aemilianus) е политик и сенатор на Римската империя през 3 век.
Емилиан e италик и патриций. Той е син на Луций Фулвий Гавий Нумизий Петроний Емилиан (консул 206 г.) и брат на Фулвий Емилиан (консул 244 г.).
Емилиан е квестор и претор. По времето на император Александър Север той е electus ad dilectum habendum per regionem Transpadanam. Между 223 и 235 г. e суфектконсул. През 249 г. Емилиан става редовен консул заедно с Луций Невий Аквилин. Той е и понтифекс.